# Leonard Feather
Leonard Geoffrey Feather (* 13. September 1914 in London; † 22. September 1994 in Encino, Kalifornien) war ein britischer Jazzmusiker, Jazz-Journalist und -kritiker, Komponist, Produzent und Jazzhistoriker, der unter anderem für das Jazz-Magazin Down Beat schrieb und der durch zahlreiche Jazzbücher bekannt ist.

## Leben und Wirken
Feather kam aus einer jüdischen Familie der oberen Mittelklasse. Sein Vater hatte eine Kette von Kleiderläden und war später in der Immobilienbranche. Feather wuchs in London auf, besuchte jedoch keine höhere Schule – seine Eltern finanzierten ihm aber längere Aufenthalte in Frankreich und Deutschland. Er schrieb schon seit seinen späten Teenager-Jahren über Film und Jazz. Er spielte Klavier und Klarinette (es sind einige Aufnahmen mit ihm veröffentlicht worden) und komponierte später auch selbst (unter anderem von Mel Tormé und B. B. King interpretiert). Nachdem er 1935 das erste Mal die USA besucht und abwechselnd dort und in England als Plattenproduzent und Arrangeur gearbeitet hatte (unter anderem für Duke Ellington und Louis Armstrong, in England für Benny Carter, mit dem er befreundet war und der ihn zum Schreiben ermunterte), siedelte er 1939 ganz nach New York über. Hier produzierte er Lester Young und Charlie Parker sowie die ersten Platten von Dinah Washington, George Shearing und Sarah Vaughan. In den 1940er-Jahren organisierte er in New York die Konzerte in der Carnegie Hall und war Presseagent von Duke Ellington und Lionel Hampton, was er aber 1943 zugunsten des Journalismus aufgab.
Ab 1943 war Feather Redakteur beim Esquire Magazine (wo er mit Robert Goffin den Esquire Jazz Award initiierte) und Kolumnist für die Zeitschriften Metronome, Down Beat, Playboy (ab 1959 war er deren Jazz-Redakteur), die Los Angeles Times (deren Jazzkritiker er war) und die Jazz Times. Bekannt war der von ihm 1946 bei Metronome eingeführte Blindfold-Test, in dem Jazzmusiker in Interviews Musik vorgespielt bekommen, die sie im „Blindtest“ den richtigen Urhebern zuordnen sollen. Seine Blindfold-Tests erschienen seit 1951 regelmäßig in Down Beat. 1960 siedelte er nach Los Angeles über. 1972–1974 hatte er einen Lehrauftrag an der University of Loyola,  1987–1988 an der University of California in Los Angeles und er lehrte an der University of California, Riverside und der California State University, Northridge. Im Radio sagte er jahrelang das Music USA Program der Stimme Amerikas an.
Leonard Feather schrieb die Begleittexte (Liner Notes) für tausende Jazzalben und war lange Zeit der führende Jazzkritiker. Nachdem er bereits 1962 Co-Produzent von Jazz Scene USA war, moderierte er ab 1967 die Fernseh-Sendung Feather on Jazz, die eine Zeit lang auch im deutschen Fernsehen im Ersten Programm der ARD gezeigt wurde. Bekannt ist er auch als Verfasser zahlreicher Jazzbücher und insbesondere seiner Jazz-Enzyklopädie, für deren Erstellung er regelmäßig Fragebögen an Musiker verschickte. Noch in seinen letzten Lebensjahren arbeitete er an einer Neuauflage mit Ira Gitler. Er gehörte in den 1940er Jahren zu den frühen Unterstützern des Bebop und schrieb darüber 1949 ein Buch (Inside Bebop).
Er komponierte und arrangierte, unter anderem Evil Gal Blues und Blowtop Blues für Dinah Washington und How Blue Can You Get?, das unter anderem von Louis Jordan und B. B. King aufgenommen wurde. Ende der 1950er Jahre gründete er das kurzlebige Sublabel MetroJazz Records bei MGM Records.
Feather war seit 1945 mit Jane Leslie Larrabee verheiratet, mit der er eine Tochter Lorraine Feather (* 1948) hatte, die Jazzsängerin und Songwriterin wurde.
Zuletzt lebte er in Sherman Oaks in Kalifornien.

## Preise und Auszeichnungen
1964 erhielt Feather einen Grammy für die Begleittexte zu The Ellington Years, den ersten Grammy für Liner Notes. 1971 wurde er für den Emmy nominiert für seine The Jazz Show bei KNBC in Los Angeles. 1983 erhielt er einen Lifetime Achievement Award des Critics Polls von Down Beat; 1984 wurde er Ehrendoktor des Berklee College of Music. 1986 erhielt er den Preis der National Association of Jazz Educators für 50 Jahre Karriere als Jazzjournalist und Jazzautor.

## Werke
- Inside Bebop. 1949, neu als Inside Jazz. Da Capo, 1977, ISBN 0-306-80076-4.
- The book of Jazz – a guide to the entire field. New York 1957, 1961, 1976, Horizon 1988.
- Passion for Jazz. Da Capo.
- Pleasures of Jazz. Delacorte 1977, ISBN 0-385-28786-0.
- From Satchmo to Miles. 1973, neu Da Capo 1987, ISBN 1-4176-1892-2.
- The Jazz Years: Earwitness to an Era. Da Capo 1987.
- mit John Tracy: Laughter from the Hip. Horizon 1963.
- Encyclopedia of Jazz. 1955, Horizon 1960 (als New Encyclopedia of Jazz). neu 1984 mit Gitler .
- Encyclopedia of Jazz in the 60s. 1966, 1986 (Aktualisiertes Material zur Encyclopedia of Jazz von 1960).
- mit Ira Gitler: The encyclopedia of Jazz in the 70s. Horizon Press 1976, 1987 (Aktualisiertes Material zur Encyclopedia of Jazz von 1960 und Encyclopedia of Jazz in the 60s, 1966).
- dies. Biographical encyclopedia of Jazz. 2. Aufl., Oxford University Press 1999, ISBN 0-19-507418-1 (Biografien von rund 3.300 Jazzmusikern).
- The Encyclopedia Yearbook of Jazz. Horizon 1956, Nachdruck bei Da Capo 1993, ISBN 0-306-80529-4.
- Robert Goffin, Walter E. Schaap, Leonard Feather: Jazz, from the Congo to the Metropolitan. New York: Da Capo Press, 1975
- Joachim-Ernst Berendt Story des Jazz. rororo 1997, Artikel Armstrong und Ellington. Bebop, Cool Jazz und Hard Bop.

## Diskografie
Feather spielte unter anderem mit Louis Armstrong, Barney Bigard, der Marsala Band und Sarah Vaughan. Seine eigenen Bands hießen Ye olde english swynge band, Esquire all americans und Playboy Jazz All Stars.
- 1937–1945: Leonard Feather 1937–1945 (Classics)
- 1951: Leonard Feather’s Swingin’ Swedes (Prestige)
- 1954: Dixieland Vs. Birdland (MGM)
- 1954: Cats Vs. Chicks (MGM)
- 1954: Winter Sequence (MGM)
- 1956: West Coast Vs. East Coast (MGM)
- 1956: Swingin’ on the Vibories (MGM)
- 1957: Hi-Fi Suite (MGM)
- 1957: 52nd Street (VSOP)
- 1957: Leonard Feather Presents BOP (Polydor)
- 1958: Swingin’ Seasons (MGM)
- 1959: Jazz from Two Sides (Concept)
- 1971: The Night Blooming Jazzmen (Mainstream, mit Blue Mitchell, Ernie Watts, Charles Kynard, Fred Robinson, Max Bennett, Al McKibbon, Chino Valdes, Paul Humphries, Kittie Doswell)
- 1971: Freedom Jazz Dance (Mainstream)
- 1971/1972: Night Blooming (Mainstream)
- 1972: All-Stars (Mainstream)
- 1997: Presents Bop (Tofrec)